# Sotto il Monte Giovanni XXIII
Sotto il Monte Giovanni XXIII é uma comuna italiana da região da Lombardia, província de Bérgamo, com cerca de 3.587 habitantes. Estende-se por uma área de 5 km², tendo uma densidade populacional de 661 hab/km². Faz fronteira com Ambivere, Carvico, Mapello, Pontida, Terno d'Isola.
É mais conhecida por ser a localidade natal do Papa João XXIII, sendo que foi precisamente por este motivo que se adicionou o nome do Pontífice e Santo da Igreja Católica ao nome original.

## Demografia
| Variação demográfica do município entre 1861 e 2011                               |
|                                                                                   |
| Fonte: Istituto Nazionale di Statistica (ISTAT) - Elaboração gráfica da Wikipedia |